# 1886 en Belgique
Chronologie de la Belgique
- 1882
- 1883
- 1884
- 1885
- 1886
- 1887
- 1888
- 1889
- 1890

Cette page recense des événements qui se sont produits durant l'année 1886 en Belgique.

## Événements
- 18 mars - 29 mars : révoltes ouvrières dans les bassins industriels de Liège et de Charleroi[1],[2].
  - 27 mars : la région de Charleroi est placée en état de siège. Le gouvernement rappelle alors 22 000 réservistes de l'armée et charge le lieutenant-général Alfred van der Smissen de rétablir l'ordre[3].

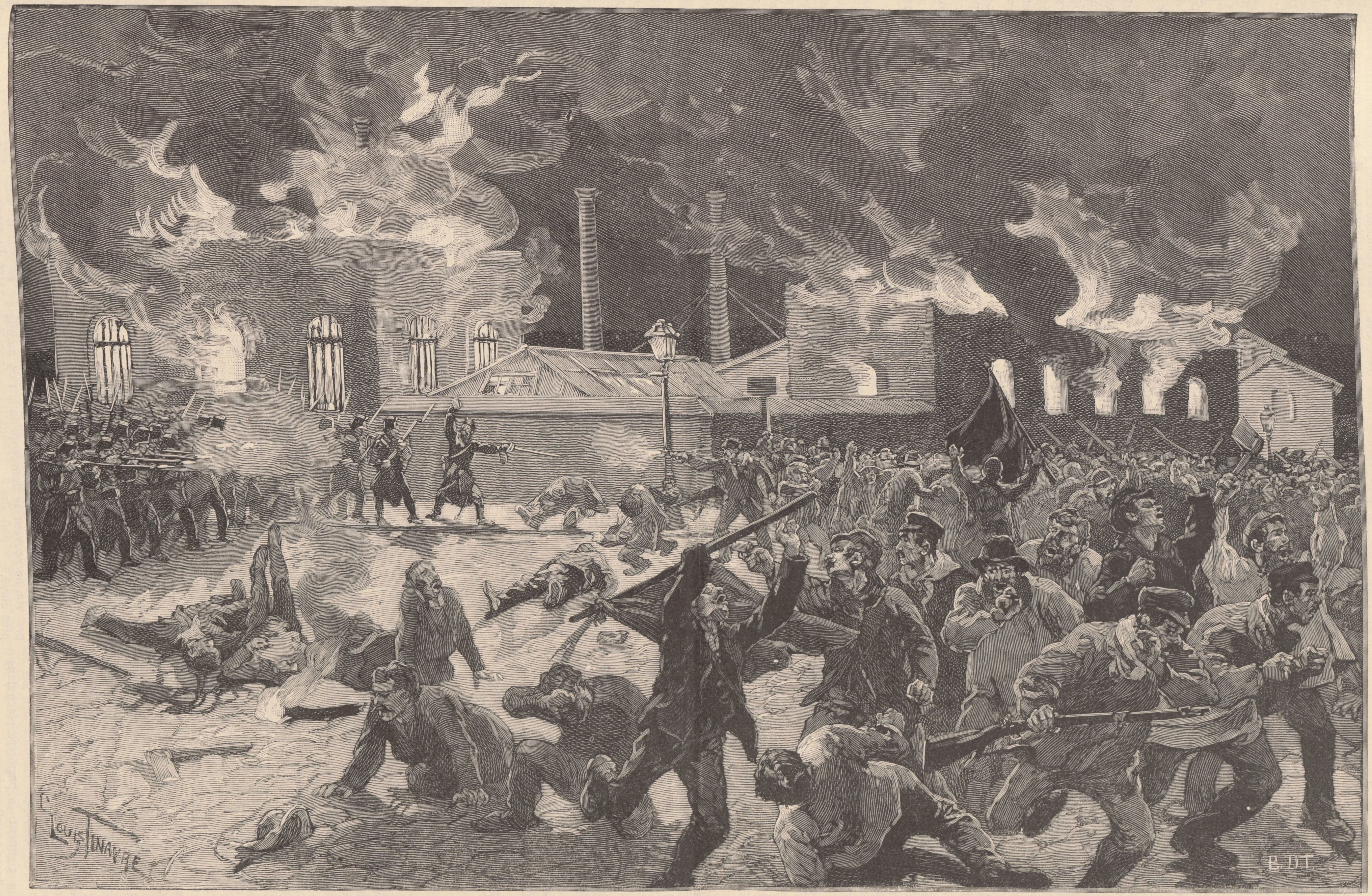
Roux - Les chasseurs du 3e régiment, sous les ordres du capitaine Bulot, dispersent par la force les émeutiers qui viennent d'incendier la Verrerie du Hainaut (Le Monde illustré, 10 avril 1886).

- 28 avril : mise en place d'une commission d'enquête parlementaire sur les conditions de travail[4].
- 13 juin : congrès du Parti ouvrier belge (POB) à Bruxelles, où l'on décide l'organisation d'une manifestation nationale le 15 août[5].
- 15 août : selon les organisateurs de la manifestation, 20 000 ouvriers belges défilent dans les rues de Bruxelles[5].
- 27 décembre : Albert Thys fonde, à Bruxelles, la Compagnie du Congo pour le Commerce et l'Industrie.

## Culture

### Architecture

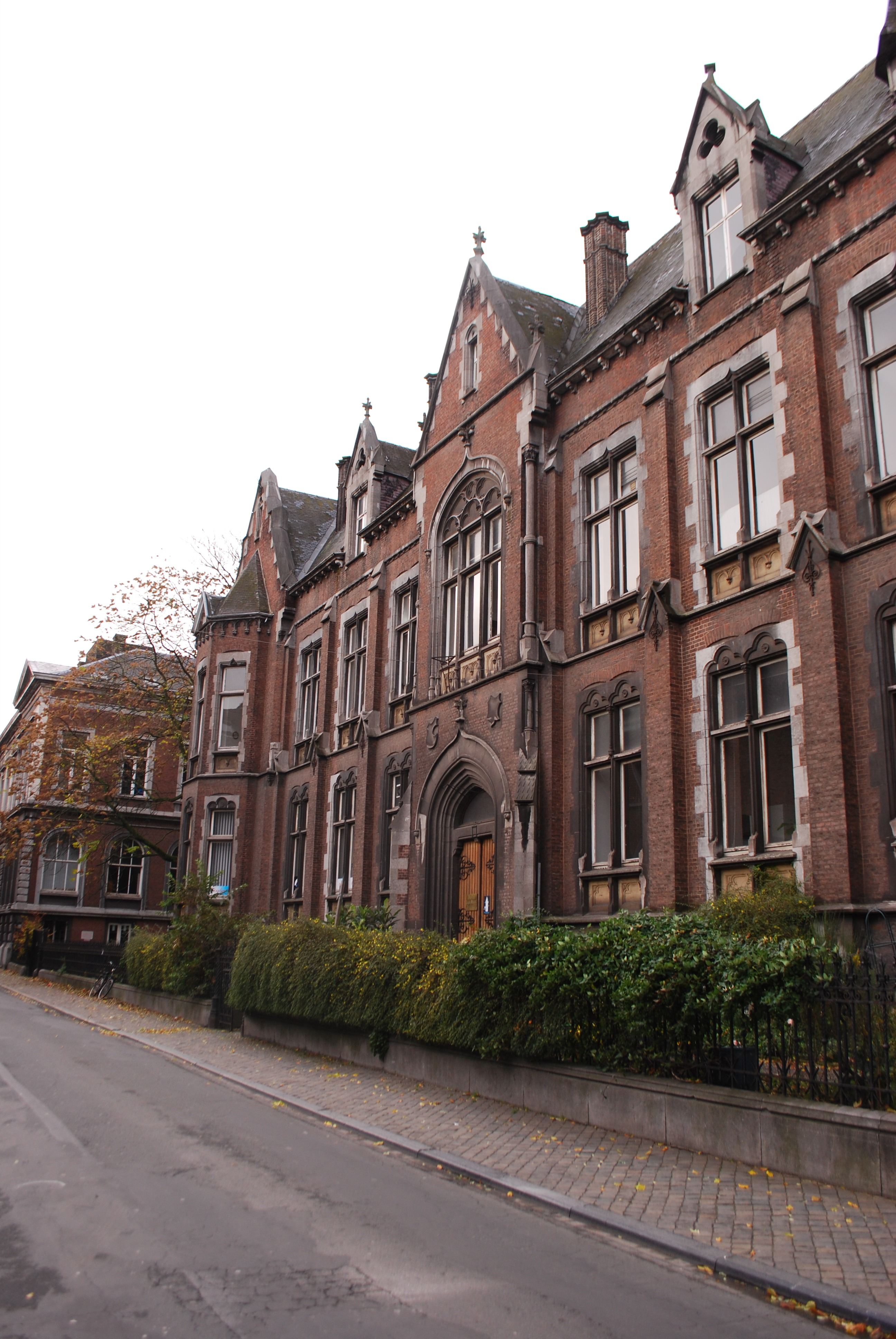
Institut d'anatomie de Liège (style néogothique, Lambert Noppius)

### Arts
- 6 février - 14 mars : ouverture à Bruxelles du troisième Salon des XX[6].

### Littérature
- Fondation de la revue La Wallonie par Albert Mockel[7].
- Fondation à Gand de la Koninklijke Vlaamse Academie voor Taal- en Letterkunde .
- Les Moines, recueil d'Émile Verhaeren[8].

### Musique
- Sonate pour violon et piano en la majeur de César Franck.

### Peinture

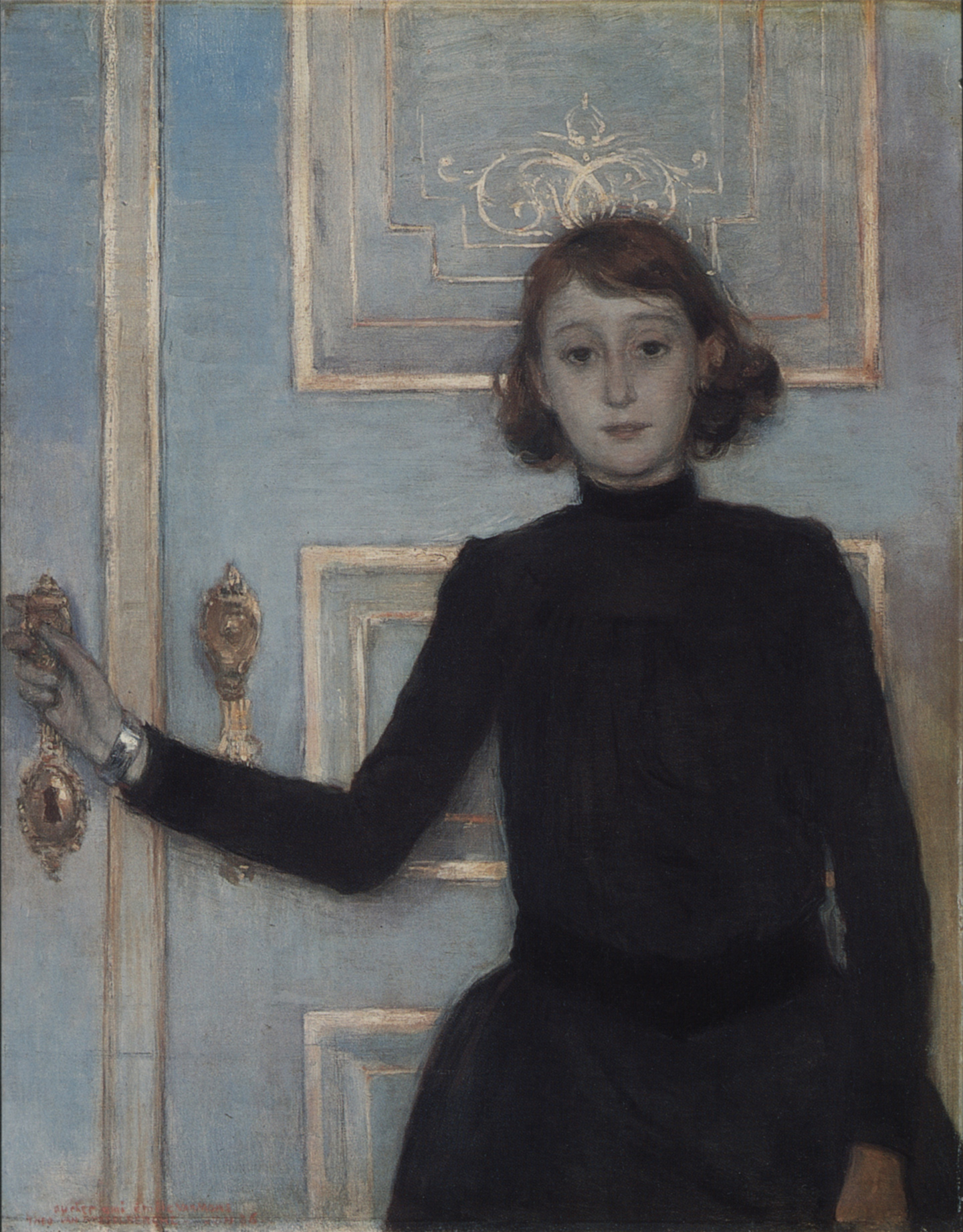
Portrait de Marguerite Van Mons (Théo van Rysselberghe).

### Sculpture

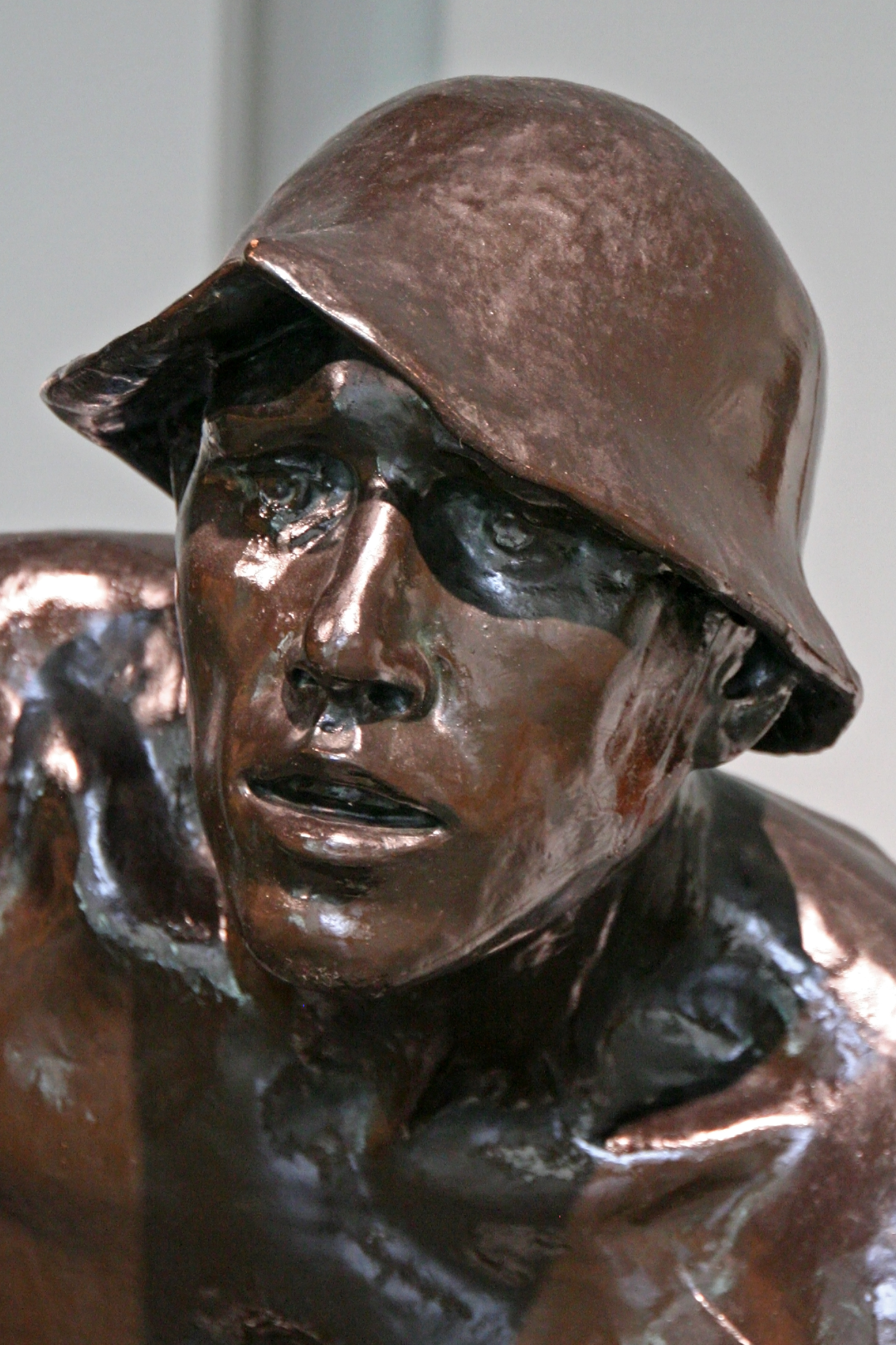
Le Puddleur (Constantin Meunier).

## Naissances
- 26 janvier : Albert Marteaux, homme politique († 15 mai 1949).
- 14 mars : Firmin Lambot, coureur cycliste († 19 janvier 1964).
- 6 avril : Albéric Collin, sculpteur († 27 février 1962).
- 22 mai : Georges Nélis, aviateur, ingénieur et administrateur de société († 2 mars 1929).
- 2 juin : Marcel Kerff, coureur cycliste  († 7 août 1914).
- 31 juillet : Constant Permeke, peintre et sculpteur († 4 janvier 1952).
- 14 septembre : Joseph Merlot, homme politique francophone († 31 janvier 1959).
- 19 novembre : Jules Masselis, coureur cycliste († 29 juillet 1965).

## Décès
- 5 juillet : Charles Baugniet, peintre, lithographe et aquarelliste (° 27 février 1814).
- 11 juillet : Jules Malou, homme politique (° 19 octobre 1810).